# Helius (Helius) apophysalis
Helius (Helius) apophysalis is een tweevleugelige uit de familie steltmuggen (Limoniidae). De soort komt voor in het Oriëntaals gebied.